# Glukoza
Glukoza, de son vrai nom Natalia Ilinitchna Ionova (en russe : Наталья Ильинична Ионова), née le 7 juin 1986 à Syzran, est une chanteuse russe. Son nom de scène signifie Glucose.
Son style de musique est pop-rock et électronique, mais rappelle aussi dans une certaine mesure, les chansons populaires russes.
Sa chanson Schweine apparait sur la bande originale du jeu Grand Theft Auto IV (sur la station de radio Vladivostok FM)
Elle est également l'héroïne des jeux vidéo Anna Liberty.